# Aa Susukino / Chukyuu wa Kyou mo Ai wo Hakugumu
Aa Susukino / Chikyuu wa Kyou mo Ai wo Hagukumu (嗚呼 すすきの / 地球は今日も愛を育む Aa Susukino / chikyū wa kyō mo aiwohagukumu?, Aa Susukino / La Tierra todavía nutre el amor hoy) es el 17º sencillo y el último con el nombre de S/mileage. Fue lanzado el 20 de agosto de 2014 en seis ediciones: dos regulares y cuatro limitadas. La primera edición de las ediciones regulares viene con una tarjeta coleccionable aleatoria de siete tipos según las chaquetas (14 en total). Las ediciones limitadas vienen con un tarjeta de número de serie de lotería de eventos. 

## Lista de canciones

### Edición Regular A; Ediciones Limitadas A y C
- Aa Susukino
- Chikyuu wa Kyou mo Ai wo Hagukumu
- Aa Susukino (Instrumental)
- Chikyuu wa Kyou mo Ai wo Hagukumu (Instrumental)

#### Edición Regular B; Ediciones Limitadas B y D
- Chikyuu wa Kyou mo Ai wo Hagukumu
- Aa Susukino
- Chikyuu wa Kyou mo Ai wo Hagukumu (Instrumental)
- Aa Susukino (Instrumental)

### DVD Tracklists

#### Edición Limitada A
- Aa Susukino (Music Video)

#### Edición Limitada B
- Chikyuu wa Kyou mo Ai wo Hagukumu (Music Video)

#### Edición Limitada C
- Aa Susukino (Dance Shot Ver.)
- Aa Susukino (Jacket and MV Making Off & Off-Shot Footage)

#### Edición Limitada D
- Chikyuu wa Kyou mo Ai wo Hagukumu (Dance Shot Ver.)
- Chikyuu wa Kyou mo Ai wo Hagukumu (Jacket and MV Making Off & Off-Shot Footage)

### Event V "Aa Susukino"
- Aa Susukino (Wada Ayaka Solo Ver.)
- Aa Susukino (Fukuda Kanon Solo Ver.)
- Aa Susukino (Nakanishi Kana Solo Ver.)
- Aa Susukino (Takeuchi Akari Solo Ver.)
- Aa Susukino (Katsuta Rina Solo Ver.)
- Aa Susukino (Tamura Meimi Solo Ver.)

### Event V "Chukyuu wa Kyou mo Ai wo Hakugumu"
- Chikyuu wa Kyou mo Ai wo Hagukumu (Wada Ayaka Solo Ver.)
- Chikyuu wa Kyou mo Ai wo Hagukumu (Fukuda Kanon Solo Ver.)
- Chikyuu wa Kyou mo Ai wo Hagukumu (Nakanishi Kana Solo Ver.)
- Chikyuu wa Kyou mo Ai wo Hagukumu (Takeuchi Akari Solo Ver.)
- Chikyuu wa Kyou mo Ai wo Hagukumu (Katsuta Rina Solo Ver.)
- Chikyuu wa Kyou mo Ai wo Hagukumu (Tamura Meimi Solo Ver.)

## Miembros presentes
- 1ª Generación: Ayaka Wada, Kanon Fukuda
- 2ª Generación: Kana Nakanishi, Akari Takeuchi, Rina Katsuta, Meimi Tamura